# مايك ريد (لاعب غولف)
مايك ريد (بالإنجليزية: Mike Reid)‏ هو لاعب غولف أمريكي، ولد في 1 يوليو 1954 في United States Naval Training Center Bainbridge ‏ في الولايات المتحدة.

## وصلات خارجية
- مايك ريد على موقع رابطة لاعبي الغولف المحترفين (الإنجليزية)
- مايك ريد على موقع رابطة اليابان للاعبي الغولف المحترفين (الإنجليزية)
- مايك ريد على موقع التصنيف العالمي الرسمي للغولف (الإنجليزية)